# أولغا زويدرهوك
أولغا زويدرهوك (بالهولندية: Olga Zuiderhoek) هي ممثلة هولندية. ولدت في 16 سبتمبر 1946 في أسن، هولندا.

## فيلموغرافيا

### أفلام
- البهجة التركية (1973)
- عارية فوق السياج (1973)
- التخييم (1978)
- تسجيل (1979)
- الكعب العالي ، الحب الحقيقي (1981)
- ريجور مورتيس (1981)
- طعم الماء (1982)
- أمسية صيفية معتدلة (1982)
- و / أو (1985)
- هابيل (1986)
- الحديث عن الحظ (1987)
- ثيو وثيا وكشف إمبراطورية الجبن الخوص (1989)
- السنوات الاستوائية (1989)
- حب غريب (1990)
- الشماليون (1992)
- جونسون 1992
- فيلم! (1995)
- الفستان (1996)
- مينوس (2001)
- نعم أخت لا أخت (2002)
- حنا هنا (2007)
- تيراميسو (2008)
- قصص قوية (2010)
- غاضب (2011)
- سوسكيند (2011)
- بعد النغمة (2013)
- بينوزا: الفصل الأخير (2019)
- أبريل ومايو ويونيو (2019)

### مسلسلات تلفزيونية
- مفتوح وعاري (1974)
- في السراء والضراء (1991-1998)
- عدنا إلى الوطن (1990-1994)
- سيث وفيونا (1994)
- حرب كووس تاك الوحيدة (1995)
- بانتجير (2000)
- Au (1997)
- لويناتيك (1998)
- أوتجي (1998)
- ميدن فان دي ويت (2003)
- كيزر ودي بوير محامون (2005)
- إيفلين (2006)
- أغنية الحياة (2011)
- بينوزا (2010-2017) -
- الرجل ذو المطرقة (2013)
- اللورد والماجستير (2014)
- تروللي (2015) - ميمي
- أولدنهايم 12 (2017)
- مذكرات هندريك جروين السرية (2017)

## روابط خارجية
- أولغا زويدرهوك على موقع IMDb (الإنجليزية)
- أولغا زويدرهوك على موقع قاعدة بيانات الفيلم (الإنجليزية)